# Sphegigaster agromyzae
Sphegigaster agromyzae är en stekelart som först beskrevs av Alan Parkhurst Dodd 1917.  Sphegigaster agromyzae ingår i släktet Sphegigaster och familjen puppglanssteklar. Inga underarter finns listade i Catalogue of Life.